# 尼克·金
尼可拉斯·德馬里奧·金（1995年8月5日—）為美國男子籃球運動員，場上位置為小前锋，現效力於P. LEAGUE+臺北富邦勇士。

## 早年
金出生於田纳西州孟菲斯，成長於孟菲斯。金就讀東部高中時被美國媒體排名為前五十名高中生球員，大學金選擇就讀當地學校孟菲斯大学，金代表孟菲斯大学出賽兩年以來，上場了62場，場均表現為5.9分、4籃板，該場均表現迫使金2015-16賽轉學到阿拉巴馬大學，2015-16賽季也因為轉學關係需要坐球監，2016-17賽季金只打了七場就因為肺部感染MRSA而缺席賽季剩餘27場比賽，此時還擁有一年大學出賽機會、自阿拉巴馬大學畢業取得商業管理學位的金決定加入招攬他多次的中田纳西州立大学。

## 職業生涯
2019年11月，金加盟東南亞職業籃球聯賽菲律賓火焰，取代雷纳尔多·巴尔克曼。在16場比賽中他得到19.9分、8.5個籃板、3.8次助攻和1.1次阻攻。
2021年2月14日，金加盟荷蘭籃球聯賽ZZ來登。他幫助球隊獲得2020-21年荷蘭籃球聯賽總冠軍。8月6日，金與義大利球隊奧蘭迪納簽了一份為期一年的合约。
2022年10月23日，金加入風城公牛的訓練營名單。
2023年1月13日，金被風城公牛釋出。1月30日，金加盟T1聯盟新北中信特攻。3月25日，金在對戰台灣啤酒英熊的比賽拿下22分、11籃板、10助攻的大三元成績。8月5日，金與新北中信特攻合約期滿正式離隊。同日，金加盟T1聯盟臺南台鋼獵鷹。11月26日，金在對戰台啤永豐雲豹的比賽拿下35分、13籃板、10助攻的大三元成績。12月16日，金在對戰台啤永豐雲豹的比賽拿下23分、13籃板、11助攻的大三元成績。2024年7月23日，金加盟P. LEAGUE+臺北富邦勇士。

## 生涯數據

### T1聯盟
例行賽
| 賽季    | 球隊         | GP | MPG   | 2P%  | 3P%  | FT%  | RPG | APG | SPG | BPG | PPG  |
| ------- | ------------ | -- | ----- | ---- | ---- | ---- | --- | --- | --- | --- | ---- |
| 2022–23 | 新北中信特攻 | 16 | 33:07 | 49.7 | 29.7 | 69.7 | 7.6 | 4.4 | 1.7 | 0.1 | 25.8 |

季後賽
| 賽季 | 球隊         | GP | MPG   | 2P%  | 3P% | FT%  | RPG | APG | SPG | BPG | PPG  |
| ---- | ------------ | -- | ----- | ---- | --- | ---- | --- | --- | --- | --- | ---- |
| 2023 | 新北中信特攻 | 3  | 29:05 | 58.1 | 60  | 64.3 | 8.3 | 4.3 | 1   | 0   | 21.7 |

總冠軍賽
| 賽季 | 球隊         | GP | MPG   | 2P%  | 3P% | FT%  | RPG | APG | SPG | BPG | PPG |
| ---- | ------------ | -- | ----- | ---- | --- | ---- | --- | --- | --- | --- | --- |
| 2023 | 新北中信特攻 | 4  | 29:23 | 41.4 | 20  | 36.8 | 8   | 4.8 | 1.8 | 0.3 | 17  |

## 外部連結
- 尼克·金的Instagram帳戶
- 尼克·金的X（前Twitter）
- 尼克·金在fiba.basketball（英语）
- 尼克·金在NBA G聯盟官網（英语）
- 尼克·金在P. LEAGUE+官網
- 尼克·金在Basketball-Reference.com（NBA）（英语）
- 尼克·金在Basketball-Reference.com（NBA G聯盟）（英语）
- 尼克·金在Sports-Reference.com（NCAA）（英语）
- 尼克·金在Eurobasket.com（球員）（英语）
- 尼克·金在Proballers（英语）
- 尼克·金在RealGM（英语）
- 尼克·金在Flashscore（英语）
- . Interperformances.com.